# Luis Ángel Landín
Luis Ángel Landín Cortés (Zamora de Hidalgo, Michoacán de Ocampo, México, 23 de julio de 1985) es un futbolista mexicano. Que se desempeña como delantero en el Municipal Limeño de la Primera División de El Salvador

## Trayectoria
Es un centro delantero con gran potencia física que debutó el 22 de agosto de 2004 con el Pachuca CF, donde rápidamente pudo consolidarse e inclusive destacar en el cuadro titular que lo llevó a que equipos de México y Sudamérica estuvieran interesados en hacerse con sus servicios. Fue nombrado novato del año en el 2004.
Fue vendido a Monarcas Morelia en el Apertura 2007 donde incluso fue la transacción más grande del Draft correspondiente a ese torneo, posteriormente pasó por las filas del Cruz Azul donde pudo retomar el gran nivel que lo hizo destacar en sus inicios, marcó un gol de escorpión que lo llevó a ser nominado el mejor gol del año en el 2009 y nominado por la FIFA al Premio Puskás. Para la temporada 2010 fue cedido a la Major League Soccer (MLS) con el Houston Dynamo donde permaneció un periodo de un año, logrando concretar un total de 9 anotaciones. 
Vuelve a México para fichar con el Club de Fútbol Atlante de la Liga Mx, sin embargo no lograron llegar a un arreglo económico por lo que para la temporada Clausura 2012 es enviado en préstamo con el Puebla Fútbol Club y al término de esta ser transferido al Querétaro FC. Tras un breve paso por Estudiantes Tecos y Club Zacatepec en 2015 el jugador decidió emigrar fuera de México.
El 17 de septiembre de 2015 Barracudas F.C. de Brownsville, Texas equipo de la Major Arena Soccer League (MASL) anuncia como refuerzo al delantero azteca para la temporada 2015-2016. En este breve paso el delantero azteca logró concretar 48 goles en el torneo regular mismos que ayudaron al equipo para disputar la final en ese certamen. 
El 30 de mayo de 2016, se hizo oficial la contratación de Landín al Pérez Zeledón, de la Primera División de Costa Rica. En la temporada 2016-17 que incluyó los torneos de invierno y verano, el jugador alcanzó la cifra de 18 anotaciones en 26 compromisos. Tras esta excelente campaña el jugador azteca fue nominado extranjero del año. 
Dado lo anterior despertó el interés de Deportivo Saprissa y Club Sport Herediano,[cita requerida] equipos referentes del fútbol costarricense.
El 27 de abril de 2017 Club Sport Herediano oficializa la contratación del delantero azteca como refuerzo para los próximos 4 torneos incluyendo también participaciones en la Liga de Campeones de la Concacaf.

### Clubes
| Club                  | País                | Año             | Partidos | Goles | Media |
| --------------------- | ------------------- | --------------- | -------- | ----- | ----- |
| Pachuca C.F.          | México              | 2004 - 2007     | 99       | 41    | 0.23  |
| C.A. Monarcas Morelia | México              | 2007 - 2008     | 51       | 17    | 0.14  |
| Cruz Azul F.C.        | México              | 2009            | 18       | 9     | 0.32  |
| Houston Dynamo        | Estados Unidos      | 2009 - 2010     | 19       | 10    | 0.11  |
| Atlante F.C.          | México              | 2010 - 2011     | 7        | 0     | 0     |
| Puebla F.C.           | México              | 2012            | 17       | 2     | 0.12  |
| Querétaro F.C.        | México              | 2012 - 2013     | 29       | 9     | 0.21  |
| Estudiante Tecos      | México              | 2013            | 15       | 5     | 0.27  |
| C.F. Ballenas Galeana | México              | 2014            | 13       | 8     | 0.31  |
| C. Zacatepec          | México              | 2015            | 12       | 6     | 0.17  |
| Pérez Zeledón         | Costa Rica          | 2016 - 2017     | 23       | 18    | 0.57  |
| C. S. Herediano       | Costa Rica          | 2017 - 2018     | 36       | 14    | 0.28  |
| Deportivo Malacateco  | Guatemala           | 2018            | 12       | 9     | 0.75  |
| CD Guastatoya         | Guatemala           | 2019 - 2023     | 105      | 65    | 0.62  |
| C.D. Municipal Limeño | El Salvador         | 2023 - Presente | 19       | 13    | 0.68  |
| Total en su carrera   | Total en su carrera | 2004 - Presente | 450      | 235   | 0.58  |

### Estadísticas
La siguiente tabla detalla los encuentros disputados y los goles marcados en los clubes en los que ha militado.
| Pachuca C.F. · México |               |               |     |     |    |    |     |    |      |      |      |
| 1.ª | 2004-05       | 4             | 0   | 0   | 0  | 2  | 0   | 6  | 0    | 0    |      |
| 1.ª | 2005-06       | 37            | 13  | 3   | 1  | -  | -   | 38 | 19   | 0.5  |      |
| 1.ª | 2006-07       | 40            | 8   | 1   | 0  | 12 | 1   | 53 | 24   | 0.45 |      |
| Total club | Total club    | 81            | 21  | 4   | 1  | 14 | 1   | 99 | 23   | 0.23 |      |
| Monarcas Morelia · México |               |               |     |     |    |    |     |    |      |      |      |
| 1.ª |               |               |     |     |    |    |     |    |      |      |      |
| 2007-08 | 30            | 6             | 3   | 0   | 2  | 1  | 35  | 12 | 0.34 |      |      |
| 2008 | 16            | 0             | -   | -   | -  | -  | 16  | 0  | 0    |      |      |
| Total club | Total club    | 46            | 6   | 3   | 0  | 2  | 1   | 51 | 7    | 0.14 |      |
| Cruz Azul F.C. · México |               |               |     |     |    |    |     |    |      |      |      |
| 1.ª |               |               |     |     |    |    |     |    |      |      |      |
| 2009 | 15            | 7             | -   | -   | 6  | 0  | 21  | 10 | 0.48 |      |      |
| 2009 | 1             | 0             | -   | -   | -  | -  | 1   | 0  | 0    |      |      |
| Total club | Total club    | 16            | 7   | -   | -  | 6  | 0   | 22 | 7    | 0.32 |      |
| Houston Dynamo Estados Unidos |               |               |     |     |    |    |     |    |      |      |      |
| 1.ª |               |               |     |     |    |    |     |    |      |      |      |
| 2009 | 10            | 1             | -   | -   | -  | -  | 10  | 3  | 0.3  |      |      |
| 2010 | 9             | 1             | -   | -   | -  | -  | 9   | 5  | 0.56 |      |      |
| Total club | Total club    | 19            | 5   | -   | -  | -  | -   | 19 | 2    | 0.26 |      |
| Puebla F.C. · México |               |               |     |     |    |    |     |    |      |      |      |
| 1.ª |               |               |     |     |    |    |     |    |      |      |      |
| 2011-12 | 17            | 6             | -   | -   | -  | -  | 17  | 6  | 0.35 |      |      |
| Total club | Total club    | 17            | 6   | -   | -  | -  | -   | 17 | 2    | 0.35 |      |
| Querétaro F.C. · México |               |               |     |     |    |    |     |    |      |      |      |
| 1.ª |               |               |     |     |    |    |     |    |      |      |      |
| 2012-13 | 28            | 5             | 1   | 1   | -  | -  | 29  | 9  | 0.31 |      |      |
| Total club | Total club    | 28            | 5   | 1   | 1  | -  | -   | 29 | 9    | 0.31 |      |
| Estudiantes Tecos · México |               |               |     |     |    |    |     |    |      |      |      |
| 2.ª |               |               |     |     |    |    |     |    |      |      |      |
| 2013 | 12            | 3             | 3   | 1   | -  | -  | 15  | 7  | 0.27 |      |      |
| Total club | Total club    | 12            | 3   | 3   | 1  | -  | -   | 15 | 7    | 0.47 |      |
| Ballenas Galeana · México |               |               |     |     |    |    |     |    |      |      |      |
| 2.ª |               |               |     |     |    |    |     |    |      |      |      |
| 2014 | 13            | 8             | -   | -   | -  | -  | 13  | 8  | 0.62 |      |      |
| Total club | Total club    | 13            | 8   | -   | -  | -  | -   | 13 | 4    | 0.62 |      |
| Pérez Zeledón · Costa Rica |               |               |     |     |    |    |     |    |      |      |      |
| 1.ª |               |               |     |     |    |    |     |    |      |      |      |
| 2016-17 | 28            | 16            | -   | -   | -  | -  | 28  | 18 | 0.64 |      |      |
| Total club | Total club    | 28            | 18  | -   | -  | -  | -   | 28 | 16   | 0.64 |      |
| C.S. Herediano · Costa Rica |               |               |     |     |    |    |     |    |      |      |      |
| 1.ª |               |               |     |     |    |    |     |    |      |      |      |
| 2017-18 | 35            | 10            | -   | -   | 1  | 0  | 36  | 17 | 0.47 |      |      |
| Total club | Total club    | 35            | 17  | -   | -  | 1  | 0   | 36 | 17   | 0.28 |      |
| CSD Municipal · Guatemala |               |               |     |     |    |    |     |    |      |      |      |
| 1.ª |               |               |     |     |    |    |     |    |      |      |      |
| 2018 | 13            | 5             | -   | -   | -  | -  | 13  | 5  | 0.38 |      |      |
| Total club | Total club    | 13            | 5   | -   | -  | -  | -   | 13 | 5    | 0.38 |      |
| CD Guastatoya · Guatemala |               |               |     |     |    |    |     |    |      |      |      |
| 1.ª |               |               |     |     |    |    |     |    |      |      |      |
| 2019 | 105           | 65            | -   | -   | -  | -  | 105 | 65 | 0.62 |      |      |
| Total club | Total club    | 105           | 65  | -   | -  | -  | -   | 6  | 2    | 0.62 |      |
| Total carrera | Total carrera | Total carrera | 450 | 155 | 11 | 3  | 23  | 2  | 450  | 235  | 0.25 |
| (1)Incluye datos de la Copa México, Campeón de Campeones (2006) e InterLiga (2006 y 2008) (2)Incluye datos de la Concacaf Liga de Campeones (2007, 2008-09 y 2017-18), Copa Libertadores de América (2005) Copa Sudamericana (2007), Recopa Sudamericana y SuperLiga (2007-08) |               |               |     |     |    |    |     |    |      |      |      |

## Selección nacional

### Categorías Menores
Sub-23
En 2008 fue convocado a la Selección Mexicana Sub-23 que disputó el torneo Preolímpico de Concacaf en Estados Unidos que otorgaba dos boletos a los Juegos Olímpicos de Pekín 2008.

### Absoluta
Su primera convocatoria a la Selección Mexicana llegó rápidamente y por conducto del entonces director técnico Ricardo Lavolpe debutando en un amistoso frente a Ghana, posteriormente con Hugo Sánchez al mando disputó la Copa América Venezuela 2007. En este certamen México logró el tercer lugar general.

### Participaciones en Copa América
| Copa              | Sede      | Resultado    |
| ----------------- | --------- | ------------ |
| Copa América 2007 | Venezuela | Tercer lugar |

## Palmarés

### Campeonatos nacionales
| Título           | Club         | País   | Año  |
| ---------------- | ------------ | ------ | ---- |
| Primera División | Pachuca C.F. | México | 2006 |
| Primera División | Pachuca C.F. | México | 2007 |

### Campeonatos internacionales
| Título                  | Club         | País   | Año  |
| ----------------------- | ------------ | ------ | ---- |
| Copa Sudamericana       | Pachuca C.F. | México | 2006 |
| Copa Campeones CONCACAF | Pachuca C.F. | México | 2007 |
| Copa Campeones CONCACAF | Pachuca C.F. | México | 2008 |

### Distinciones individuales
Pachuca CF
- Novato del año 2006 Torneo Clausura 2006

Cruz Azul
- Mejor gol del año Torneo Clausura 2009
- Nominado por la FIFA al Premio Puskás.

Pérez Zeledón
- Mejor extranjero 2016 Primera División de Costa Rica
- Campeón de Goleo 2016.

Otros logros
- Subcampeón del Torneo Apertura 2017 con el Club Sport Herediano

- Subcampeón del Torneo Clausura 2021 con el Club Deportivo Guastatoya